# Around the Corner (film 1930)
Around the Corner è un film del 1930 diretto da Bert Glennon.

## Trama
O'Grady, un poliziotto irlandese, e Kaplan, un prestatore su pegno ebraico, allevano una bambina che qualcuno ha abbandonato sulla porta di casa loro, la piccola Rosie. Sono passati diciotto anni. La ragazza è innamorata di Terry Callahan, un boxeur professionista, mentre i suoi tutori preferirebbero per lei Moe Levine. Lei, per mettere pace tra i suoi due spasimanti, acconsente che entrambi l'accompagnino a un ballo dove, però, Rosie incontra Tommy Sinclair, un giovane della buona società da cui si sente attratta. Tommy, per non rinunciare alla ragazza, sfida Terry sul ring: a sorpresa, Tommy vince. Quando O'Grady e Kaplan scoprono che Rosie ha vinto venticinquemila dollari puntando sulla vittoria dello sfidante, accettano di buon grado il giovanotto come loro genero.

## Produzione
Il film fu prodotto dalla Columbia Pictures Corporation.

## Distribuzione
Il copyright del film, richiesto dalla Columbia Pictures Corp., fu registrato il 17 maggio 1930 con il numero LP1309.
Il film uscì nelle sale cinematografiche statunitensi il 25 aprile 1930. Il 12 giugno, fu presentato a Londra con una proiezione per la stampa.